# Éleusinion

Localisation de l'Éleusinion (7) sur le plan de l'Acropole.

L’Éleusinion était un temple dédié à Déméter situé sur l'acropole d'Athènes. Il contenait les objets sacrés utilisés lors des Mystères d'Éleusis. Xénophon, dans son ouvrage Sur l'équitation rappelle que Simon d'Athènes, un hipparque, a érigé, à Athènes, un cheval d’airain qu’on voyait près de l’Éleusinion.